# Grab (Ljubuški)
Pour les articles homonymes, voir Grab.
Grab (en cyrillique : Граб) est un village de Bosnie-Herzégovine. Il est situé dans la municipalité de Ljubuški, dans le canton de l'Herzégovine de l'Ouest et dans la fédération de Bosnie-et-Herzégovine. Selon les premiers résultats du recensement bosnien de 2013, il compte 1 162 habitants.

## Démographie

### Évolution historique de la population
| 1948  | 1953  | 1961  | 1971  | 1981  | 1991  | 2013  |
| ----- | ----- | ----- | ----- | ----- | ----- | ----- |
| 1 224 | 1 298 | 1 331 | 1 415 | 1 294 | 1 344 | 1 162 |

|  |

### Communautés locales
En 1991, la communauté locale de Grab comptait 2 521 habitants, répartis de la manière suivante :